# Magyarosi Árpád
Magyarosi Árpád (Fiúka) (Marosvásárhely, 1981. február 4. – Santa Cruz de la Sierra, Bolívia, 2009. április 16.) erdélyi magyar énekes, zeneszerző, író.

## Élete
1999-ben a gimnáziumban alakult meg első, rövid életű zenekara, a Sehonnai nincstelenek, amiben mint ritmusgitáros és énekes működött közre. 2000-ben a Trench nevű együttesben énekelt és gitározott. 2003-ban megalakította a Second hand nevű, szintén tiszavirág-életű zenekarát. Szívesebben lépett fel egyedül, a dobgitárjával. 2004-től számos rendezvényen szerepelt, és adta elő saját szerzeményeit. Ezek során fellépett többek között Varga Miklóssal, illetve Vikidál Gyulával is.
2008 júniusában a Magyar Iszlám Közösség által rendezett nyári táborban Uzsa községben felvette az iszlám vallást.

## Halála
2009. április 16-án a bolíviai Santa Cruz Las Américas nevű szállodájában egy rendőri rajtaütés során kommandósok lőtték le Rózsa-Flores Eduardóval és Michael Martin Dwyerrel együtt, míg két másik társukat letartóztatták. A helyi idő szerint hajnali fél ötkor lezajlott akció nemzetközi megítélése azóta is vitatott. A bolíviai hatóságok utólag azt állították, hogy a csoport merényletet akart elkövetni Evo Morales bolíviai államfő ellen.
A holttesten később Magyarországon elvégzett boncolás jegyzőkönyvét, illetve az igazságügyi orvosszakértő véleményét alapul vevő rendőrségi szakértő csoport által készített vizuális rekonstrukció szerint miután rátörtek, Magyarosi megadta magát, kezeit felemelte, ennek ellenére hét lövést adtak le rá a kommandósok. A magyar orvosszakértő szerint a hét találatból egy sem volt közvetlenül halálos, az áldozat feltételezhetően 30-35 perc múlva tüdővérzés és a vér benyelése miatt fulladt meg. Orvosi segítséggel meg lehetett volna menteni az életét a helyszínen.

## Külső hivatkozások
- Magyarosi Árpád honlapja. (Hozzáférés: 2009. július 30.)
- Magyarosi Árpád, Fiúka emlékére (2009). passzio.hu. [2011. december 17-i dátummal az eredetiből archiválva]. (Hozzáférés: 2009. július 30.)